# Bulto corriente
Der Bulto corriente war eine Masseneinheit (Gewichtsmaß) in Peru und Chile und galt als Frachtgewicht. Bulto, in der Bedeutung eines Ballens, war als die halbe Last eines Maultieres verwendet worden. Es kam vor, das eine Last von 175 Pfund aufgesattelt wurde.
- 1 Bulto corriente = ½ Carga = 75 Pfund (= 69 Pfund plus 0,4 Lot (Preußen) = 34507,36 Gramm[2])
  - 1 Carga/Last = 6 Arrobas = 150 Pfund[3]